# Heinrich Meissner
Heinrich Meissner (alemany: Hinrich Meißner)  (Hamburg, 20 d'abril de 1644 - Hamburg, 1 de setembre de 1716) va ser un matemàtic i professor hamburguès.
Poc es coneix de la seva vida. Va estudiar a l'escola gratuita que havia fundat Hieronimus Knackenrügge a Hamburg, de la qual va esdevenir professor el 1669. El 1688 va passar a ser professor de l'escola de l'església de Sant Jacobi, en la qual va romandre fins poc abans de la seva mort el 1716.
Meissner va publicar diversos llibres d'aritmètica elemental que van ser força populars i en els quals incloïa exercicis recreatius.
El motiu pel qual és més recordat és el de ser un dels fundadors de la Kunstrechnungsliebende Societät (Societat d'amics de l'art del càlcul) el 1690 juntament amb Valentin Heins i altres matemàtics. Aquesta societat es va convertir, amb el temps, en la Societat Matemàtica d'Hamburg.